# Iławcze
Iławcze (ukr. Ілавче, Iławcze) – wieś na Ukrainie w rejonie tarnopolskim obwodu tarnopolskiego, założona w 1785 r. W II Rzeczypospolitej miejscowość była siedzibą gminy wiejskiej Iławcze w powiecie trembowelskim województwa tarnopolskiego. Wieś liczy 1575 mieszkańców. 
W nocy z 1 na 2 kwietnia oraz 12 września 1944 nacjonaliści ukraińscy z OUN-UPA zamordowali tutaj 39 Polaków, 1 Ukraińca i 2 Rosjanki.
Do 2020 w rejonie trembowelskim.

## Zabytki
- kaplica pw. Matki Bożej Królowej Polskiej, wbudowana w latach 1911-1912[1].